# اکوتیا
اکوتیا (به لاتین: Akoutia) یک منطقهٔ مسکونی در توگو است که در منطقه کارا واقع شده‌است.